# Liste der Monuments historiques in Andernay
Die Liste der Monuments historiques in Andernay führt die Monuments historiques in der französischen Gemeinde Andernay auf.

## Liste der Immobilien
| Bezeichnung                       | Beschreibung                                    | Standort          | Kennzeichnung | Schutzstatus | Datum | Bild           |
| --------------------------------- | ----------------------------------------------- | ----------------- | ------------- | ------------ | ----- | -------------- |
| Neptunbrunnen                     | 1840 errichtet, Bildhauer Jean-Joseph Caveneget | Grande Rue (Lage) | PA00132644    | Inscrit      | 1994  |                |
| Kirche Notre-Dame-de-l’Assomption | ab dem 13. Jahrhundert                          | Grande Rue (Lage) | PA00132643    | Inscrit      | 1994  | weitere Bilder |

## Liste der Objekte
| Bezeichnung                 | Beschreibung                                                                            | Standort                                        | Kennzeichnung | Schutzstatus | Datum | Bild |
| --------------------------- | --------------------------------------------------------------------------------------- | ----------------------------------------------- | ------------- | ------------ | ----- | ---- |
| Rechter Seitenaltar         | Altartisch, Retabel und zwei Skulpturen; Stein, farbig gefasst, 18. Jahrhundert         | in der Kirche Notre-Dame-de-l’Assomption (Lage) | PM55001329    | Classé       | 2000  |      |
| Skulptur Heiliger Sebastian | Stein, farbig gefasst, Anfang des 18. Jahrhunderts                                      | in der Kirche Notre-Dame-de-l’Assomption (Lage) | PM55000015    | Classé       | 1980  |      |
| Skulptur Madonna mit Kind   | Stein, modern farbig gefasst, 14. Jahrhundert                                           | in der Kirche Notre-Dame-de-l’Assomption (Lage) | PM55000014    | Classé       | 1980  |      |
| Kruzifix                    | Holz, farbig gefasst,16. Jahrhundert                                                    | in der Kirche Notre-Dame-de-l’Assomption (Lage) | PM55001126    | Classé       | 1996  |      |
| Linker Seitenaltar          | Altartisch, Retabel und zwei Skulpturen; Stein, farbig gefasst, 17. und 18. Jahrhundert | in der Kirche Notre-Dame-de-l’Assomption (Lage) | PM55001330    | Classé       | 2000  |      |